# Prosopocera bicincta
Prosopocera bicincta là một loài bọ cánh cứng trong họ Cerambycidae.